# Castillo de Finspång

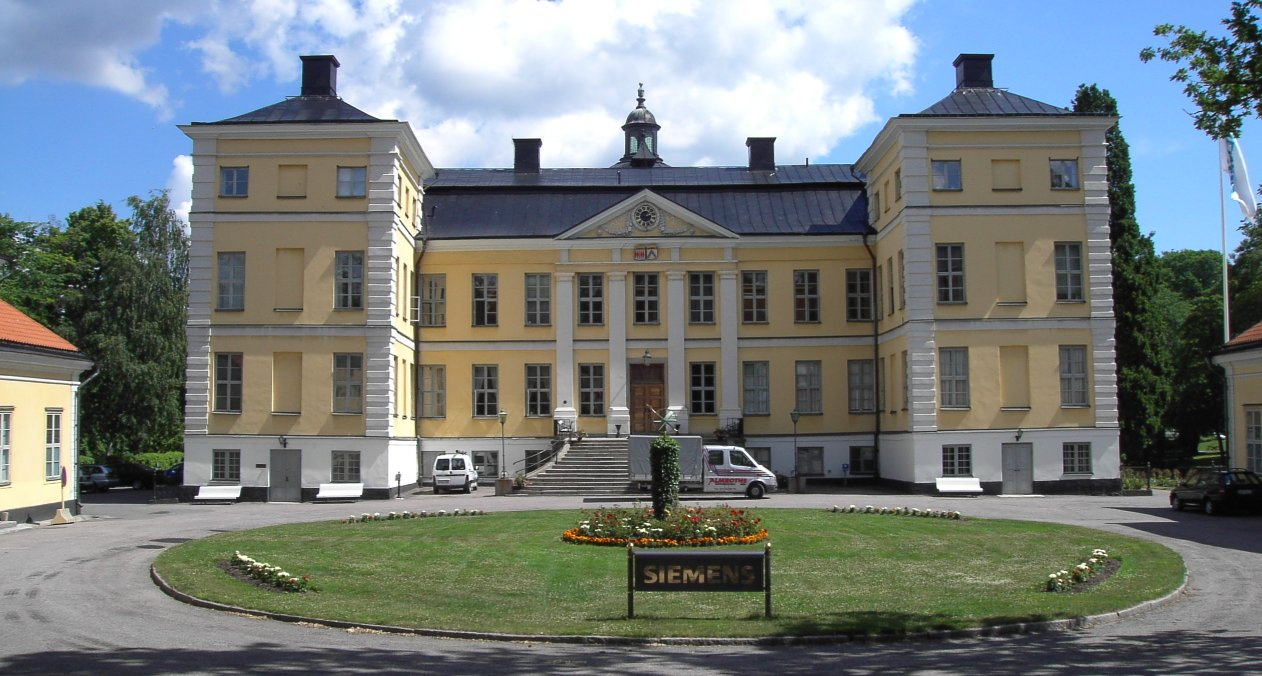
Castillo de Finspång en 2005.

El Castillo de Finspång está situado en Finspång, en la provincia de Östergötland, Suecia. Las obras en el castillo empezaron en 1666, por Louis de Geer. Está diseñado en estilo clásico según la arquitectura de los Países Bajos por el arquitecto neerlandés Adriaan Dortsman.